# Los Sentimientos
Los Sentimientos (Les Sentiments), es un drama de cine francés de 2003 escrita por Noémie Lvovsky y Florence Setvos y dirigida por Lvovsky.

## Trama
François y Edith son una pareja de recién casados. François, quien viene de recibirse como médico, toma una posición en una pequeña comunidad en donde se hará cargo de la práctica médica que deja abierta Jacques, un médico listo a retirarse. Jacques y su esposa Carole le ofrecen a los recién casados una pequeña cabaña en su propiedad la cual ellos alquilan.
Las dos parejas pronto forman una amistad que desencadena en una relación sexual entre Edith y Jacques, quien dice estar totalmente enamorado de la joven mujer. El romance sin embargo, se descubre y Edith prefiere dejar a Jacques para regresar con su marido, destruyendo a la pareja de Jacques y Carole en el proceso.

## Reparto
- Nathalie Baye como Carole.
- Jean-Pierre Bacri como Jacques.
- Isabelle Carré como Edith.
- Melvil Poupaud como François.
- Valeria Bruni Tedeschi